# Rudolph Hiller von Gaertringen
Johann Rudolph Christoph Wilhelm Freiherr Hiller von Gaertringen (* 3. November 1771 in Hergisdorf; † 28. Juli 1831 in Landsberg an der Warthe) war ein preußischer Generalmajor.

## Leben

### Herkunft
Seine Eltern waren der spätere Generalmajor Johann Eberhard Rudolf Hiller von Gaertringen (1735–1799) und dessen Ehefrau Juliane Dorothea, geborene von Hagen (1745–1786).

### Militärkarriere
Hiller von Gaertringen erhielt seine Bildung auf der Schule in Magdeburg und dem Gymnasium in Bielefeld. Im Jahr 1784 kam er als Gefreitenkorporal in das Infanterieregiment „von Stwolinsky“ der Preußischen Armee. Am 1. Mai 1786 wurde er als Standartenjunker in das Kürassierregiment „von Württemberg“ und dort am 18. Mai 1790 zum Kornett befördert. Am 5. August 1792 avancierte er zum Sekondeleutnant und nahm 1794/95 während des Feldzuges in Polen am Gefecht bei Gnesen teil. Bis zum 29. Oktober 1805 stieg Hiller von Gaertringen zum Rittmeister auf. Während des Vierten Koalitionskrieges wurde er mit der Kapitulation des Generals Rudolf Ernst von Bila bei Anklam inaktiv gestellt.
Nach dem Krieg wurde er 1809 als Etappen-Platzkommandant nach Regenwalde versetzt. 1811 kam er in gleicher Stellung nach Woldenberg und wurde am 9. September 1811 zum Major der Kavallerie befördert. Am 27. Oktober 1812 wurde er Kreisbrigadier der Gendarmerie in der Neumark in Landsberg an der Warthe. Im Vorfeld der Befreiungskriege wurde er am 1. Juni 1813 Kommandeur des 3. Pommerischen Landwehr-Kavallerie-Regiments. Am 1. August 1813 kam er als Kommandeur zum 2. Kurmärkischen Landwehr-Kavallerie-Regiment. Während des Krieges kämpfte er in den Gefechten bei Jühnsdorf, Blankenfelde, Jüterbog, Seyda, Zahna, Dessau und den Schlachten bei Großbeeren, Dennewitz, Belle Alliance sowie der Belagerung von Torgau und der Blockade von Magdeburg. Für Dennewitz erhielt Hiller von Gaertringen das Eiserne Kreuz II. Klasse, für Belle Alliance das Kreuz I. Klasse. Bei Waterloo erlitt er eine Verwundung, die ihn den Rest seines Lebens behinderte. Vom Dezember 1813 bis zum 31. Mai 1814 diente er als Brigadeführer im IV. Armee-Korps.
Am 31. Mai 1815 wurde Hiller von Gaertringen mit Patent vom 3. Juli 1815 zum Oberstleutnant befördert und als solcher am 5. Januar 1816 zum Kommandeur des 1. Dragoner-Regiments ernannt. Am 21. Dezember 1816 erhielt er den Russischen Orden der Heiligen Anna II. Klasse. Am 31. März 1818 wurde mit Patent vom 17. April 1818 Oberst. Am 31. März 1826 bekam er das Dienstkreuz und am 2. September 1829 den Roten Adlerorden III. Klasse. Aufgrund seines Gesundheitszustandes erhielt Hiller von Gaertringen am 15. November 1827 als Generalmajor mit einer jährlichen Pension von 1750 Talern seinen Abschied.

### Familie
Er heiratete am 16. Juli 1800 in Dramburg Ulrike Hermine Philippine von Heising (* 3. April 1778; † 21. Februar 1849), eine Tochter des Generalleutnants von Heising. Das Paar hatte mehrere Kinder:
- Johann Friedrich August Rudolf (* 4. Mai 1801; † 27. Oktober 1866), Sekondeleutnant im 2. Garde-Regiment, Ritter des Johanniterorden ⚭ 1826 Sophie Marie Auguste von Motz (* 19. Februar 1807; † 9. Dezember 1856), Tochter des Ministers Friedrich von Motz
- Johanna Ulrike Auguste Juliane (* 25. Mai 1802; † 23. April 1830)
- Johann Friedrich Hermann (* 23. September 1803; † 28. Juli 1873), Herr auf Groß-Klonia ⚭ Emma Wölffer (* 21. Dezember 1812; † 1. Dezember 1861), Tochter des Bürgermeisters Wölffer
- Johanna Marianne Antonie Ulrike (* 12. Oktober 1804) ⚭ Adolf von Dallwitz, Leutnant im 1. Dragoner-Regiment (Eltern von Sigismund von Dallwitz)
- Johanna Wilhelmine Hermine Philippine (* 4. Februar 1806; † 18. März 1807)
- Luise Leontine (* 17. Mai 1809) ⚭ Bernhard Rudolf von Motz, Forstmeister